# Żabirośl
Żabirośl (Batrachospermum Roth) – rodzaj krasnorostu z rodziny żabiroślowatych. Ze względu na skomplikowany cykl życiowy w opisach taksonu typowo opisywane są gametofity, podczas gdy sporofity, tj. karposporofity są nitkowatymi tworami wyrastającymi na gametoficie, od którego są uzależnione, a samodzielnie żyjące sporofity bywały opisywane jako odrębne gatunki z rodzaju Chantransia. Dodatkowo w opisach rodzaju mogą zdarzać się różnice wynikające z różnic w podejściu taksonomicznym, gdyż – podobnie jak w przypadku innych glonów – nowe techniki taksonomiczne skutkują zmianami w przyporządkowaniu poszczególnych gatunków do rodzaju Batrachospermum. Rodzaj jest kosmopolityczny, a jego przedstawiciele występują w słodkich wodach, głównie rzek, rzadko w wodach stojących. Rośliny te mają plechy w postaci okrytych galaretowatą otoczką kłaczków.

## Nazwa
Źródłosłów naukowej nazwy (gr. βάτραχος – żaba, σπέρμα – nasienie) nawiązuje do galaretowatego wyglądu przypominającego skrzek. Nazwy polskie również nawiązują do tego wyglądu. Często używana jest nazwa żabirośl. W literaturze naukowej występują też rzadziej używane skrzeczka, trzęsło oraz trzęśl.

## Systematyka i zmienność
Rodzaj Batrachospermum pod koniec XVIII w. wyodrębnił Albrecht Wilhelm Roth, opisawszy go w pracy Bemerkungen über das Studium der cryptogamischen Wassergewächse. Wcześniej botanicy glony te opisywali jako gatunki z rodzajów Conferva (obecnie niewyróżniany, którego przedstawicieli zaliczono głównie do rodzaju Cladophora, czyli gałęzatka) – Conferva gelatinosa lub C. nodosa (Karol Linneusz) albo Chara, czyli ramienica – Chara batrachosperma (Friedrich Wilhelm Weiss). Sam Roth początkowo używał nazwy Chara gelatinosa. Nazwy binominalnej po raz pierwszy użył w 1801 r. Augustin Pyramus de Candolle, wyróżniając trzy gatunki: B. gelatinosum, B. simplex i B. nigricans. W ten sposób B. gelatinosum stał się gatunkiem typowym (holotypem) swojego rodzaju, a bazonimem jest Conferva gelatinosa L. 1753: 1166.
W dawnych systemach (np. systemie Englera) rodzaje Batrachospermum i Chantransia zaliczane były do rodziny Helminthocladiaceae w rzędzie Nemalionales. Obecnie natomiast wydzielana jest rodzina Batrachospermaceae i rząd Batrachospermales. Według niektórych propozycji systematycznych rząd ten jest monotypowy, a wyróżniane w nim rodziny takie jak Lemaneaceae powinny być utożsamione z Batrachospermaceae.
W zależności od ujęcia systematycznego wyróżnia się w obrębie rodzaju od kilkudziesięciu do kilkuset gatunków. Rozwój filogenetyki molekularnej sprawia, że dotychczasowa systematyka oparta głównie na morfologii i anatomii jest podważana. Według tych badań rodzaj Batrachospermum jest taksonem parafiletycznym – w jego kladzie zagnieżdżone są takie rodzaje jak: Lemanea, Nothocladus, Paralemanea, Petrohua, Psilosiphon, Sirodotia i Tuomeya. W tej sytuacji by utrzymać rodzaj jako takson monofiletyczny w szerokim ujęciu, do Batrachospermum włączane są wszystkie ww. rodzaje, ewentualnie w wąskim ujęciu do Batrachospermum zalicza się tylko gatunek typowy, tj. B. gelatinosum z wyodrębnianą formą (czasem podnoszoną do rangi gatunku) B. gelatinosum f. spermatoinvolucrum (M.L.Vis & R.G.Sheath) M.L.Vis & Sheath. Przy wąskim ujęciu dotychczasowe sekcje wyodrębniane są jako nowe rodzaje, np. sekcja Hybrida (z wyróżnianą wcześniej sekcją Contorta) podnoszona jest do rangi rodzaju Kumanoa. Według jednej z propozycji parafiletyczny rodzaj Batrachospermum można podzielić na następujące sekcje:
- Acarposporophytum (Batrachospermum brasiliense)
- Aristata (Batrachospermum cayennense)
- Batrachospermum (Batrachospermum  gelatinosum)
- Gonimopropagulum (Batrachospermum  breutelli)
- Helminthoidea (Batrachospermum arcuatum, Batrachospermum boryanum, Batrachospermum confusum, Batrachospermum heterocorticum, Batrachospermum involutum)
- Macrospora (Batrachospermum macrosporum)
- Setacea (Batrachospermum atrum, Batrachospermum puiggarianum)
- Turfosa (Batrachospermum turfosum)
- Virescentia (Batrachospermum elegans, Batrachospermum helminthosum)

oraz roboczo wydzieloną grupę australazjatycką będącą taksonem parafiletycznym, z którego kladu wywodzą się rodzaje Nothocladus i Petrohua, ale także sekcja Setacea (Batrachospermum antipodites, Batrachospermum campyloclonum, Batrachospermum discors, Batrachospermum kraftii, Batrachospermum pseudogelatinosum, Batrachospermum theaquum, Batrachospermum wattsii). 
Po wyodrębnieniu rodzaju Kumanoa do rodzaju tego przeniesione są następujące gatunki zaliczane niegdyś do Batrachospermum: B. australicum (Kumanoa australica), B. breviarticulatum (Kumanoa breviarticulata), B. cipoense (Kumanoa cipoensis), B. deminutum (Kumanoa deminuta), B. equisetoideum (Kumanoa equisetoidea), B. globosporum (Kumanoa globospora), B. gracillimum (Kumanoa gracillima), B. intortum (Kumanoa intorta), B. louisianae (Kumanoa louisianae), B. nodiflorum (Kumanoa nodiflora), B. procarpum (Kumanoa procarpa), B. spermatiophorum (Kumanoa spermatiophora), B. virgatodecaisneanum (Kumanoa virgatodecaisneana), B. vittatum (Kumanoa vittata).
Po uwzględnieniu prawie wszystkich tych zmian, w systemie serwisu AlgaeBase oprócz wyżej wymienionych, jako zweryfikowane do jesieni 2011 r. określono następujące gatunki (pozostałe występujące w publikacjach są albo uznane za synonimy innych lub jeszcze niezweryfikowane):
| - Batrachospermum androinvolucrum - Batrachospermum antiquum - Batrachospermum azeredoi - Batrachospermum bakarense - Batrachospermum beraense - Batrachospermum carpocontortum - Batrachospermum carpoinvolucrum - Batrachospermum crispatum - Batrachospermum curvatum - Batrachospermum cylindrocellulare - Batrachospermum dasyphyllum - Batrachospermum debile - Batrachospermum deminutum - Batrachospermum desikacharyi - Batrachospermum diatyches - Batrachospermum equisetifolium - Batrachospermum ferreri - Batrachospermum fluitans - Batrachospermum gombakense - Batrachospermum guianense - Batrachospermum gulbenkianum - Batrachospermum henriquesianum - Batrachospermum heteromorphum - Batrachospermum hirosei - Batrachospermum hondongense - Batrachospermum hypogynum - Batrachospermum iriomotense - Batrachospermum iyengarii - Batrachospermum keratophytum (według niektórych badań molekularnych, mimo drobnej odrębności morfologicznej, powinien być włączony do gatunku B. turfosum) - Batrachospermum kushiroense - Batrachospermum kylinii - Batrachospermum latericium - Batrachospermum lochmodes | - Batrachospermum longiarticulatum - Batrachospermum longipedicellatum - Batrachospermum luisitanicum - Batrachospermum mahabaleshwarense - Batrachospermum mahlacense - Batrachospermum microspermum - Batrachospermum nechochoense - Batrachospermum nonocense - Batrachospermum nova-guineense - Batrachospermum orthostichum - Batrachospermum periplocum - Batrachospermum prominens - Batrachospermum pseudocarpum - Batrachospermum pulchrum - Batrachospermum ranuliferum - Batrachospermum sinensis - Batrachospermum skujae - Batrachospermum tabagatenense - Batrachospermum tapirense - Batrachospermum terawhiticum - Batrachospermum tiomanense - Batrachospermum torridum - Batrachospermum torsivum - Batrachospermum tortuosum - Batrachospermum transtaganum - Batrachospermum trichocontortum - Batrachospermum trichofurcatum - Batrachospermum triste - Batrachospermum turgidum - Batrachospermum vagum var. undulato-pedicellatum (podczas gdy właściwy gatunek B. vagum został uznany za synonim B. turfosum) - Batrachospermum vogesiacum - Batrachospermum woitapense - Batrachospermum zeylanicum - Batrachospermum zostericola |

Jeden z częściej podawanych w publikacjach gatunek, B. moniliforme, w tym systemie jest uważany za synonim B. gelatinosum.

## Morfologia

### Pokrój
Plecha kłaczkowata, pokryta śliską, galaretowatą otoczką, której śluz tworzą głównie oligosacharydy. Stopień galaretowatości plechy zróżnicowany międzygatunkowo. Gatunki występujące w bardziej wartkim nurcie mają zwykle bardziej zbitą formę, w wolniejszym – luźniejszą. 
Plecha gametofitu nitkowata, o długości do 40 cm (u wielu gatunków zazwyczaj krótsza), zwykle rozgałęziająca się monopodialnie, do dychotomii. Wokół nici centralnej wyrastają w dół nici tworzące okrywające ją okorowanie, czasem w dolnej części podobne do ryzoidów. Pomiędzy komórkami nici głównej tworzą się węzły, z których okółkowo wyrastają nici boczne. Z nici okorowania położonych na międzywęźlach z kolei wyrastają nici międzyokółkowe. Boczne nici okółkowe są bardziej rozgałęzione i dłuższe od międzyokółkowych. Młodsze plechy zwykle tworzą szersze rozgałęzienia (do 350 μm szerokości) niż starsze (100–200 μm). 
Barwa brązowawa, oliwkowa, fioletowa, szara, niebieskozielona.
Plecha stadium szantransji skorupiasta, zbudowana z dużych komórek podstawy, z której wyrastają ku górze słabo rozgałęzione nici. 

### Anatomia
Komórki nici głównej o kształcie wydłużonego (150–200 μm) walca. Komórki nici okółkowych soczewkowate, elipsoidalne do 30 μm długości. W komórkach po kilka tasiemkowatych chloroplastów bez pirenoidów. Chloroplasty zawierają jeden pofragmentowany tylakoid. Wśród metabolitów oprócz substancji typowych dla wszystkich krasnorostów (jak skrobia krasnorostowa) występuje trehaloza. Liczba chromosomów (n) zróżnicowana, w zależności od gatunku – od 2 do 22.

#### Struktury służące rozmnażaniu
Kilka gatunków wytwarza monospory, zwykle jednak tworzone są karpospory. Spermatangia (gametangia męskie) kuliste (4–8 µm średnicy) i bezbarwne, zwykle skupione na końcu nici, czasem także tych na gałązkach niosących karpogonia. Gamety męskie są nieruchliwymi spermacjami. Gamety żeńskie – karpogonia – są w zasadzie tożsame z lęgnią. Włostek karpogonium buławkowato rozszerzony. Karposporofity mniej więcej kuliste, tworzone przez gonimoblasty, z karposporangiami na końcówkach (brak cystokarpu). U Batrachospermum  breutelli karposporofit wytwarza odrywające się kilkukomórkowe propagule. Zarodniki nie mają cech przetrwalnikowych.

## Ekologia
W określeniu wymagań środowiskowych pewną trudność powodują kontrowersje taksonomiczne. Zdarza się, że dany gatunek jest uznawany przez ekologów za wskaźnik pewnego stanu środowiska, podczas gdy inny – odmiennego, natomiast oba te gatunki w wyniku badań molekularnych okazują się wobec siebie synonimiczne.

### Rozmieszczenie geograficzne
Rodzaj słodkowodny, kosmopolityczny. Ponieważ krasnorosty są przeważnie słonowodne, w niektórych regionach to przedstawiciele żabirośli są najpospolitszymi rzecznymi krasnorostami. Tak jest w przypadku Batrachospermum  gelatinosum, który występował w 13% próbek pobranych z północnoamerykańskich strumieni. W brazylijskich strumieniach dorzecza górnego São Francisco różne gatunki żabirośli, zwłaszcza w stadium szantransji, są jedną z najczęstszych grup taksonomicznych makroglonów. W Polsce stanowiska rozproszone na obszarze całego kraju. Częstsze na Pomorzu i w rejonie Wyżyn Śląsko-Małopolskich.
Niektóre gatunki, jak B. gelatinosum są spotykane na wszystkich kontynentach (poza Antarktydą), podczas gdy inne są endemiczne (np. Batrachospermum spermatiophorum znany tylko z jednego strumienia na wyspie Maui, przy czym według niektórych propozycji może być on przeniesiony do rodzaju Kumanoa).

### Siedlisko
Gatunki żabirośli występują w bentosie wód średnio i szybko płynących (średnia prędkość nurtu – 19 cm/s) o podłożu kamienisto-żwirowym, a nawet w źródłach. Rzadko w wodach stojących. Podłoże, do którego są przytwierdzone może być różne – od kamieni po makrofity, zwłaszcza u różnych gatunków. Przedstawiciele są często reofilami lub reobiontami i żyją w wodach o szerokim zakresie prędkości prądu, ale o średniej przekraczającej 40 cm/s (np. Batrachospermum boryanum), czy nawet 50 cm/s (B. keratophytum, przy czym gatunek ten występuje również w stawach). Ze względu na duże natlenienie typowe dla takich warunków wykazują cechy organizmów silnie tlenolubnych, a zmniejszenie stężenia tlenu skutkuje spadkiem tempa oddychania. Są to warunki sprzyjające szybkiemu samooczyszczaniu wody, zwłaszcza z zanieczyszczeń organicznych, więc jako wskaźniki saprobowości gatunki te są uznane za saprofoby (B. vagum) lub saprokseny (B. moniliforme, czyli B. gelatinosum, choć ten ostatni gatunek może wskazywać też na wody γ-mezosaprobowe). Występują głównie w wodach o niewielkiej zawartości biogenów. Ponieważ w odróżnieniu od większości glonów, nie asymilują węgla związanego w jonach węglanowych, wymagają rozpuszczonego CO2. Skutkiem tego, mimo zdolności do występowania w wodach o różnym odczynie, częstsze są w wodach kwaśnych, gdzie przeważa właśnie taka postać węgla nieorganicznego. Niektórzy przedstawiciele (B. keratophytum, B. vagum – oba gatunki czasem uznawane za synonimy B. turfosum) występują w wodach humotroficznych, o małej przezroczystości, ale mogą skądinąd występować w wodach szybko płynących. Nawet wtedy jednak częstsze są w strumieniach o wodzie bogatej w związki humusowe – kwaśniejszej i ciemniejszej niż przeciętna. Również przedstawiciele niektórych innych gatunków mają szeroki zakres tolerancji na nasłonecznienie, odczyn i inne parametry. Dotyczy to zwłaszcza B. gelatinosum, jedynego przedstawiciela rodzaju występującego aż do strefy tundry, a pod synonimicznymi nazwami (B. delicatulum) opisywanego też ze stref międzyzwrotnikowych. Gatunek ten bywa określany zarówno jako typowy dla wód eutroficznych, jak i oligotroficznych.
Stadia szantransji i gametofitów mogą występować w odmiennych warunkach siedliskowych. Zdarza się, że w pewnych regionach zaobserwowano tylko jedno z tych pokoleń.

### Interakcje międzygatunkowe
Plechy żabirośli są pokarmem wodnych bezkręgowców, m.in. obunogów, ślimaków i larw owadów. W niektórych badaniach znajdowano je w treści pokarmowej niemal połowy badanych osobników.
Sklejone podobną do jedwabiu wydzieliną nici Batrachospermum służą do budowy domków niektórych larw ochotkowatych. Domki tworzone z różnych gatunków żabirośli mają nieco inną budowę.
Galaretowata otoczka jest siedliskiem dla glonów peryfitonowych, np. Chrysodesmis gloeophila. Niektóre glony (np. krasnorosty Balbiania i Sirodotia) mogą też rosnąć bezpośrednio na plesze żabirośli.

## Cykl życiowy
Żabirośl, jak i inne krasnorosty przechodzi przemianę pokoleń. W cyklu występuje jedno pokolenie haploidalnego gametofitu (zwykle opisywane jako właściwy osobnik żabirośli) i dwa pokolenia diploidalnych sporofitów – karposporofit i szantransja (lub pseudoszantransja).
Stadium szantransji jest jednoroczne. Szantransja może tworzyć monospory lub po podziale mejotycznym wytwarzać wyrastające na niej plechy gametofitów, bez uwalniania tetraspor. Gametofity żyją przez krótki okres – od późnej jesieni do wczesnej wiosny w regionach międzyzwrotnikowych lub nieco dłużej w strefie umiarkowanej. W pewnych warunkach jednak są również wieloletnie. Wytwarzanie gametofitów może być związane z fotoperiodyzmem. Gametofity wytwarzają gamety męskie – spermacja i żeńskie karpogonia (w tym przypadku w zasadzie tożsame z lęgnią). Niektóre gatunki (np. Batrachospermum  boryanum) dwupienne, inne jednopienne. Z kolei u niektórych (B. delicatulum, czyli B. gelatinosum) występują osobniki zarówno jednopłciowe (dwupienne) jak i obupłciowe (jednopienne). Oba typy gamet są nieruchliwe – spermacja są uwalniane do wody i unoszone jej ruchem, a karpogonia pozostają na roślinie macierzystej, po zapłodnieniu kiełkując w karposporofit. Karposporofity, jako że powstają z zygoty są diplontami. Ze względu na niepozorny wygląd i występowanie na gametofitach niegdyś były uważane za pasożyty, czasem jednak odrywają się od gametofitu, przez co pełnią funkcję propagul. Karposporofit wytwarza karpospory uwalniane do wody, z których kiełkuje stadium szantransji. Wyjątkiem jest Batrachospermum brasiliense, u którego nie ma karposporofitu, a z zapłodnionego karpogonium od razu wyrasta szantransja. Ponieważ gametofit wyrasta na szantransji, karposporofit na gametoficie, a karpospory mogą kiełkować na roślinie macierzystej, ich wspólne ciało może być uznane za swoistą chimerę. 
Przez wiele lat uważano, że jedynym diploidalnym stadium w rozwoju żabirośli jest zygota, która od razu przechodzi mejozę, przez co już karposporofit jest haplontem. Tego typu informacje są przedstawiane nawet w stosunkowo współczesnych opracowaniach, mimo że już od połowy XX w. zaczęto odkrywać, że kolejne gatunki reprezentujące ten model cyklu życiowego (którego typowym przedstawicielem miał być rodzaj Nemalion) w rzeczywistości mają model zbliżony do większości innych krasnorostów (którego typowym przedstawicielem jest Polysiphonia). Dodatkowe nieporozumienia wynikały z faktu, że po mejozie u szantransji (lub pseudoszantransji) tylko jedna komórka (mejospora) daje początek nowemu osobnikowi, a pozostałe degenerują, co jest nietypowe u glonów. Ponadto mejospora nie jest uwalniana, lecz kiełkuje na roślinie macierzystej. Dopiero na przełomie lat 60. i 70. XX w. udowodniono, że jądra gametofitów Batrachospermum i Lemanea zawierają połowę DNA jąder osobników z rzekomego rodzaju Pesudochantransia.

## Zastosowanie
Żabirośl w odróżnieniu od niektórych morskich krasnorostów nie jest wykorzystywana kulinarnie. Istnieją nieliczne doniesienia o właściwościach przeciwzapalnych B. atrum wykorzystywanych w ludowej medycynie podnóża Himalajów (Arunachal Pradesh).
Ze względu na wymagania środowiskowe, występujący w Polsce przedstawiciele tego rodzaju brani są pod uwagę przy wyznaczaniu Makrofitowego Indeksu Rzecznego, przyjmując wartości W=6 (oznaczającą preferencję wód mezotroficznych) i L=2 (oznaczającą przeciętny zakres tolerancji ekologicznej).